# Marc champenois
Le marc de Champagne était une eau-de-vie issue de la distillation de marc de raisins égrappés provenant exclusivement du vignoble de Champagne. Depuis 2016, l’appellation « marc de Champagne », appellation d’origine réglementée, est remplacée par « marc champenois » depuis que l’Appellation d'Origine Réglementée est devenue IGP (Indication Géographique Protégée). Au moment de la vente, l’eau-de-vie de marc présente un titre alcoométrique volumique minimal de 40 %.

## Historique
Le marc de Champagne est un alcool traditionnel de Champagne, d’origine ancienne, qui permettait de valoriser le résidu de presse en un produit noble.

### Réglementation de 1942
Il est soumis à une nouvelle réglementation en 1942. Par ce décret les eaux-de-vie sont désignées « eaux-de-vie de vin originaires de l'Aube » ou « eaux-de-vie de vin originaires de la Marne » ou « eaux-de-vie de vin originaires de l'Aisne » ou « eaux-de-vie de marc originaires de Champagne ».

### Réglementations ultérieures à 1942
En 1970, les vignerons sont légalement obligés de livrer la totalité de leur marc à une distillerie agréée. Depuis 2016, l’appellation « marc de Champagne » est remplacée par « marc champenois » depuis que l’origine réglementée est devenue IGP (Indication Géographique Protégée).

## Deux familles
On distingue deux grandes familles de marcs champenois :
- Le marc champenois blanc qui doit reposer en cuve après distillation durant une période minimale de 3 mois avant sa commercialisation ;
- Le marc champenois vieilli sous bois qui est élevé en fut de bois de chêne, durant une période minimale de 24 mois à compter de la date de mise sous bois[4].

## Zone géographique
L’ensemble de l’appellation Champagne peut produire du marc de Champagne. Il peut être produit dans les départements suivants : Aisne, Aube, Haute-Marne, Marne, Seine-et-Marne.

## Méthode de fabrication

### Marc de champagne
Le marc de Champagne, devenu marc champenois, ne peut être produit qu'à partir de marc issu des vendanges de la zone d’origine protégée de l’AOC Champagne. Les marcs de raisins sont constitués de l'ensemble des résidus secs, soit la peau des raisins et les pépins. La rafle est séparée des marcs avant utilisation et justifie le terme « égrappé » figurant habituellement sur certaines étiquettes. 160 kg de raisin produisent 58 kg de matière solide ou marc de Champagne. En Champagne, le marc de Champagne est en patois local appelé « Aignes ».

### Processus de fabrication
Fermentation
Les marcs de raisins de Champagne égrappés doivent être mis en silo dans un délai inférieur à 72h après le pressage. En silo, ils subissent une fermentation à l’abri de l’air libre.
Distillation
Après fermentation, la liqueur est distillée. Des lies peuvent être ajoutées dans la limite de 20 % du poids du marc de raisins.
Élevage
Après distillation, le marc de Champagne commercialisé auprès du grand public subit un vieillissement de 24 mois minimum dans des vieux fûts de chêne afin que le goût du bois ne soit pas trop important. C'est également ce passage en fût de chêne qui lui donne en partie sa couleur ambrée.
Finition
La législation autorise la coloration par l’ajout de caramel ainsi que l’édulcoration soit l'ajout d'une substance pour l'adoucir ou pour rendre une substance plus agréable.

## Distilleries
- Distillerie Jean Goyard, 43 rue des Cerelles à Aÿ-Champagne[3].
- Distillerie Moutard, 6 rue des Ponts à Buxeuil[6].

## Gastronomie
Outre sa consommation en baisse comme digestif régional, il est utilisé dans :
- la production du ratafia de Champagne,
- des cocktails,
- les glaces ou sorbets,
- les bouchons au marc de Champagne,
- la cuisine, pour flamber les viandes, les crustacés (tels le homard), les fromages (tel le langres),
- les terrines, les pâtés,
- les sauces,
- des desserts.